# Garovaglia laevifolia
Garovaglia laevifolia là một loài rêu trong họ Pterobryaceae. Loài này được Thwaites & Mitt. mô tả khoa học đầu tiên năm 1873.